# 圣朱斯蒂纳
圣朱斯蒂纳（義大利語：Santa Giustina），是意大利威尼托大区贝卢诺省的一个市镇。总面积35.88平方公里，人口6842人，人口密度190.7人/平方公里（2009年）。国家统计（ISTAT）代码为025048。

## 友好城市
- 巴西圣瓦伦廷